# Daniel Gélinas
Pour les articles homonymes, voir Gélinas.
Daniel Gélinas (Sorel, le 17 octobre 1959 - ) est un homme d'affaires et un producteur de spectacles québécois. Il est connu pour sa longue association avec le Festival d'été de Québec, ainsi que son rôle déterminant dans le succès du 400e anniversaire de la ville de Québec en 2008, en tant que directeur général.

## Biographie
Gélinas est né à Sorel en 1959, passe son enfance dans les villes de Laval, Montréal et Trois-Rivières. Vers dix ans, il passe deux années en Algérie, dans le cadre d'un programme de coopération sous les auspices de l'Agence canadienne de développement international. Il y retournera avec son sac à dos, quelques années plus tard.
Dans un portrait publié en 2008, la journaliste Anne Richer de La Presse écrit que « son parcours scolaire a été un peu chaotique, mais il s'est vite ressaisi ». Il s'inscrit à l'université et obtient son baccalauréat en sociologie de l'Université de Montréal et une maîtrise en science du loisir et de la gestion à l'Université du Québec à Trois-Rivières.
En 1989, Daniel Gélinas entreprend un mandat difficile à l'Orchestre symphonique de Trois-Rivières. En quelques années, il réussit à redresser les finances déficitaires de l'organisme, à tripler son budget, à remplir les salles tout en renouvelant le public du festival mauricien avec des initiatives comme une tournée de Helmut Lotti et la tenue de soirées-hommages à Brel et Édith Piaf. Les succès du producteur lui valent une certaine renommée dans les milieux culturels. Il sera ensuite engagé par le Festival international d'art vocal de Trois-Rivières et le Festival de cinéma des 3 Amériques de Québec. 

### 400eanniversairede la ville de Québec
Après un spectacle d'ouverture qui a été critiqué par les médias, la société organisatrice des festivités du 400e anniversaire de la Ville de Québec annonce le départ du directeur général Pierre Boulanger et son remplacement par Daniel Gélinas, le 2 janvier 2008. 
Sa participation à l'organisation des fêtes du 400e anniversaire de Québec aurait contribué à faire des événements un succès.

### Controverses
- Il est le promoteur de l'exposition Bodies: The Exhibition, présentée à Québec au cours de l'été 2009[7].